# سیارک ۱۵۵۱۳
سیارک ۱۵۵۱۳ (به انگلیسی: 15513 Emmermann، نامگذاری:1999UV38) پانزده هزار و پانصد و سیزدهمین سیارک کشف شده‌است که در ۲۹ اکتبر ۱۹۹۹ کشف شد.
قدر مطلق سیارک برابر ۱۶.۲ است.